# برونو سانت جاك
برونو سانت جاك هو لاعب هوكي الجليد كندي، ولد في 22 أغسطس 1980 في مونتريال في كندا.

## وصلات خارجية
- برونو سانت جاك على موقع دوري الهوكي الوطني (الإنجليزية)
- برونو سانت جاك على موقع قاعة مشاهير الهوكي (لاعب أن.إتش.أل) (الإنجليزية)
- برونو سانت جاك على موقع EliteProspects.com (الإنجليزية)
- برونو سانت جاك على موقع Eurohockey.com (الإنجليزية)
- برونو سانت جاك على موقع HockeyDB.com (الإنجليزية)
- برونو سانت جاك على موقع Hockey-Reference.com (الإنجليزية)